# Contrada San Domenico
La contrada San Domenico è una delle otto contrade in cui è divisa la città lombarda di Legnano. Partecipa annualmente al palio di Legnano ed è stata istituita in occasione dell'organizzazione della festa del Carroccio (1932). È l'unica contrada che non confina con nessun altro comune, e si tratta del rione storico che ha vinto la prima edizione del palio (1935).

## Storia

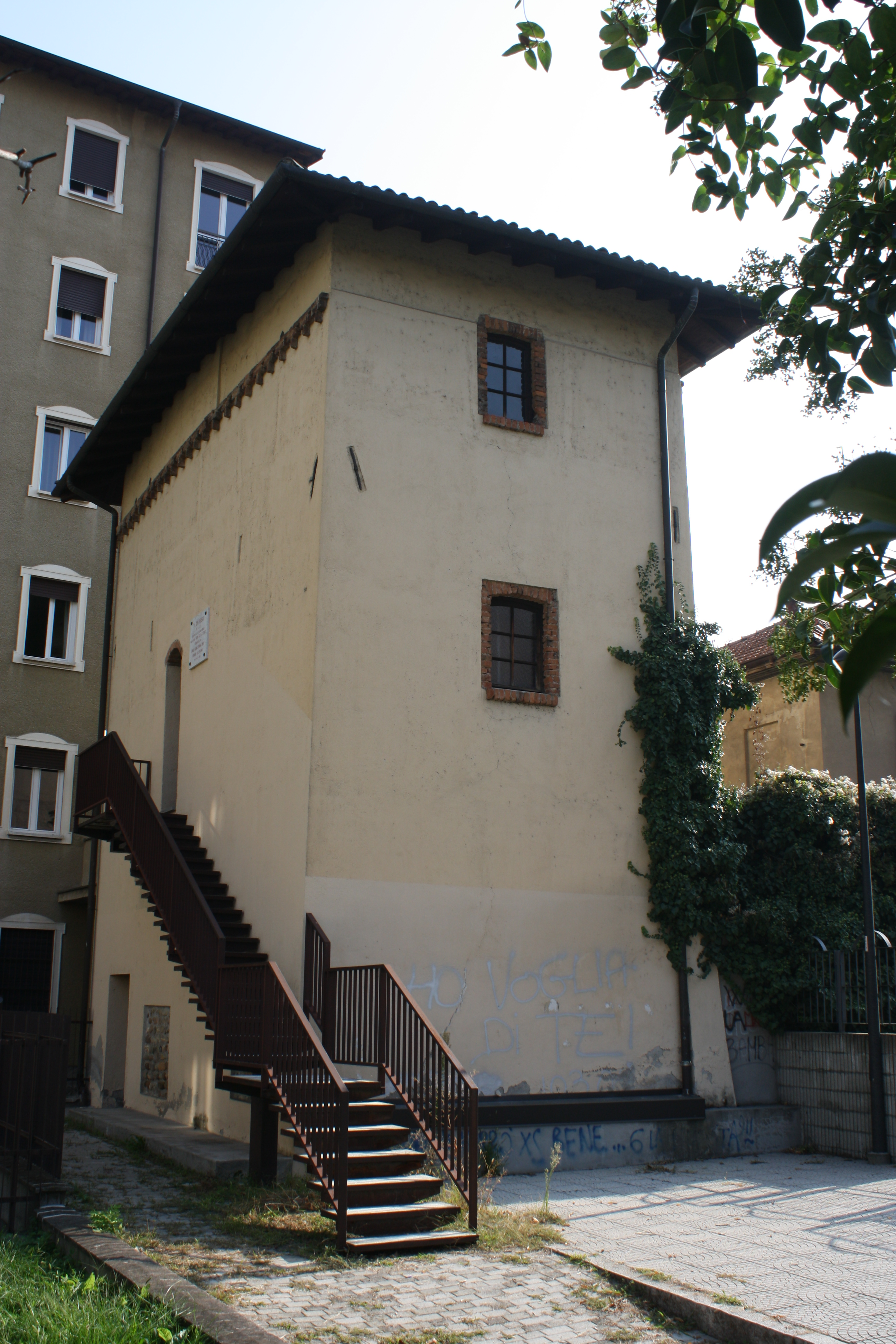
La Torre Colombera di Legnano

Il territorio della contrada comprende parte del centro storico della città del Carroccio ed è pertanto uno dei rioni più antichi di Legnano. In origine il rione di San Domenico era conosciuto come "contrada delle frasche" per il verde lussureggiante delle sue zone agricole che si estendevano oltre il centro abitato; popolarmente il quartiere è noto come "contrada del Mugiato". Questo nome deriva da un frazionamento di fondi agricoli che avvenne nel 1257: dai fondi "mozzati" derivò il termine dialettale legnanese mucià, che è stato italianizzato in "Mugiato".

Piazza Trento e Trieste a Legnano in una foto del 1903. Sulla destra, dietro la vegetazione, il convento di Sant'Angelo, che è stato demolito nel 1967

Nella contrada sorge la Torre Colombera, ovvero l'unica costruzione civile giunta sino a noi della Legnano quattrocentesca. Fa parte di una corte lombarda che sorge tra corso Garibaldi e via Del Gigante, nei pressi della chiesa di San Domenico. Costruita come casa di caccia della famiglia nobiliare dei Lampugnani, venne in seguito adibita a struttura per l'allevamento dei colombi, da cui il nome.
Un documento del 1594 attesta la presenza, nel Mugiato, di due mulini lungo il fiume Olona: il corso d'acqua attraversa infatti l'antico rione legnanese sebbene non faccia parte della moderna contrada San Domenico. Questi mulini furono poi demoliti nel corso dei secoli.
Il centro storico di Legnano ha una forma allungata lungo la direttrice tracciata da un'antica strada che corrisponde ai moderni corso Magenta e Garibaldi. Questa strada proviene dalla Valle Olona e mette in comunicazione Castellanza con Legnano attraversando l'agglomerato urbano legnanese da nord a sud; all'ingresso e all'uscita da Legnano furono costruite due porte di accesso di cui una, quella meridionale, era conosciuta come "Porta di Sotto": fu demolita nel 1818 perché rendeva difficoltosa la circolazione dei carri degli agricoltori. A nord, nel rione Mugiato, era presumibilmente situata una "Porta di Sopra" della quale, però, non sono rimaste testimonianze tangibili, dato che fu verosimilmente abbattuta in tempi più remoti. Il tratto di corso Garibaldi che attraversa il Mugiato era anticamente conosciuto come contrada San Domenico.
Un tempo la contrada del Mugiato ospitava l'antico convento di Sant'Angelo, edificio monastico costruito tra il 1468 ed il 1471, soppresso nel 1805 da Napoleone Bonaparte e demolito nel 1967 per poter permettere la costruzione delle moderne scuole primarie Mazzini. In un documento del 1724, in riferimento del convento di Sant'Angelo, si può leggere:
(Documento d'archivio del 1724)
Nel Mugiato, nei pressi del convento di Sant'Angelo, è stato costruito il Museo civico Guido Sutermeister, che sorge nella moderna contrada San Martino e non in quella di San Domenico: è un polo museale archeologico allestito nel 1929 e intitolato all'archeologo Guido Sutermeister, che ne volle la fondazione. Nel Mugiato è anche situata villa Bernocchi, che ospita la biblioteca comunale, in seguito intitolata ad Augusto Marinoni e anch'essa appartenente alla contrada San Martino.

## La chiesa di riferimento

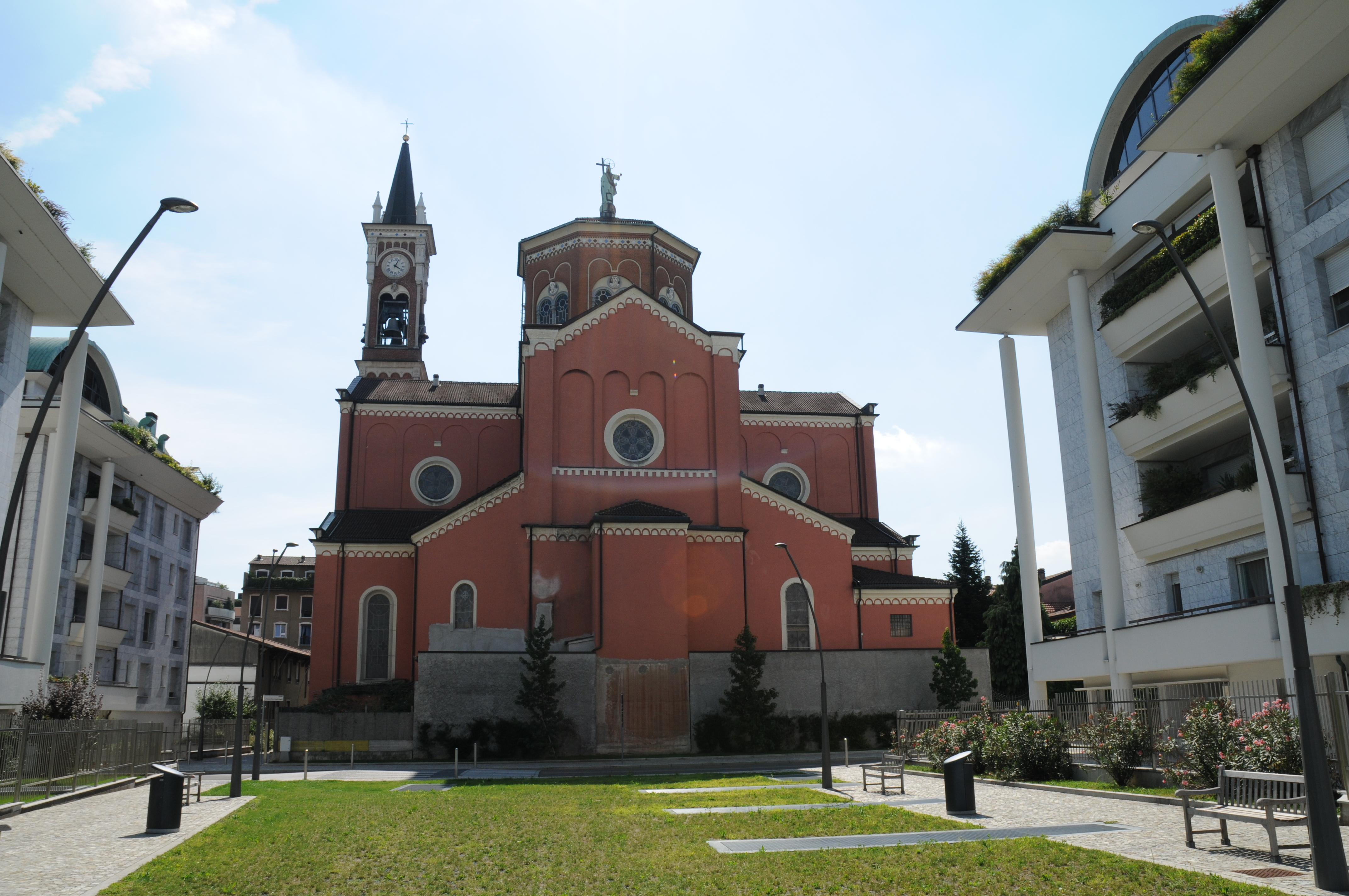
La chiesa di San Domenico

La contrada fa riferimento alla chiesa di San Domenico. In occasione della vittoria della contrada nella corsa ippica, la copia della croce di Ariberto da Intimiano viene solennemente traslata nella chiesa di riferimento del rione vincitore e qui conservata per un anno: questo ambito simbolo di vittoria è custodito nella chiesa fino all'edizione successiva del palio.
Dedicato a san Domenico di Guzmán, che è anche il Santo patrono della contrada, l'edificio religioso è stato consacrato dal cardinal Andrea Ferrari, arcivescovo di Milano, il 30 marzo 1908; la parrocchia di San Domenico è stata invece istituita il 3 gennaio 1907.
Prima della chiesa di San Domenico gli abitanti del Mugiato facevano riferimento ad una cappellina chiamata Oratorio del Salvatore, realizzata nel 1757 grazie al contributo dei fratelli Pietro e Giacomo Oldrini, che elargirono i fondi necessari per la sua edificazione per rispettare un voto religioso fatto dai due congiunti. L'Oratorio di San Salvatore fu ampliato e ristrutturato nel 1863 per soddisfare la necessità degli abitanti, trasformandosi in una chiesa vera e propria. Nell'edificio, conosciuto da quel momento in poi come Oratorio di San Domenico si celebrarono funzioni religiose fino al 1895, dopo di cui fu demolito per poter permettere la costruzione della chiesa di San Domenico.

## Il maniero
Fino agli anni sessanta il maniero della contrada era situata in un edificio di via De Gasperi. Questa sede, che era formata da tre locali, era adornata da un caminetto di stile medievale. Nel 1968 il maniero venne traslocato in via del Gigante, dove rimase fino al 1972: il 12 dicembre di quell'anno una mano ignota appiccò un incendio, che distrusse la sede della contrada e tutto ciò che si trovava al suo interno. Di tutto il materiale conservato scampò al fuoco solo un abito maschile di velluto, che è tuttora esposto al museo della contrada. In seguito a questo evento, la parrocchia di San Domenico offrì alla contrada l'uso di alcuni locali di sua proprietà situati in corso Garibaldi. 

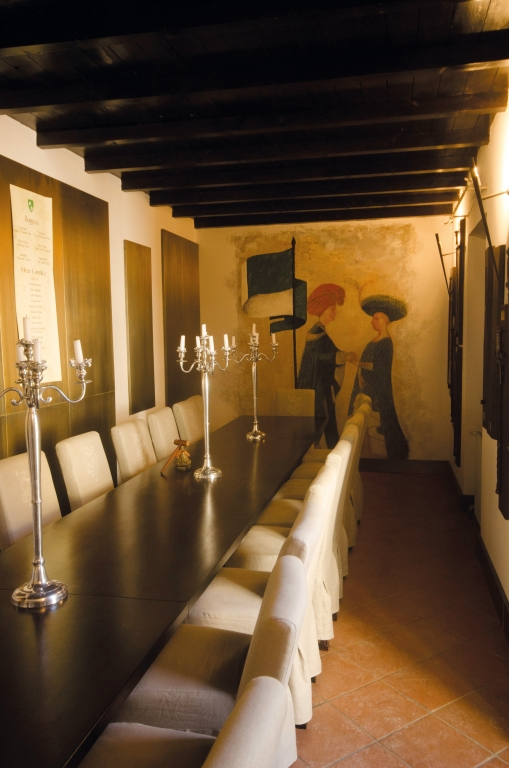
Interno del maniero della Contrada San Domenico

Alla fine degli anni ottanta la sede della contrada si trasferì, questa volta definitivamente, in una corte lombarda di via Bixio, che fu ristrutturata e adattata allo scopo. Il maniero si presenta come un cortile provvisto di ballatoi: questi balconi sono poi delimitati dalle tipiche ringhiere delle corti lombarde. La scelta delle tonalità usate nel maniero non è casuale: il bianco e il verde dei colori della contrada si ritrovano negli intonaci e negli smalti utilizzati nell'edificio (accanto all'intonaco bianco sono infatti presenti degli infissi di colore verde). Il maniero comprende anche, al piano inferiore, una cucina, la segreteria e una grande sala in grado di accogliere, anche per una cena, oltre cento ospiti. Al piano superiore sono presenti il bar, la sala del consiglio e il museo di contrada.

## I colori ed il gonfalone

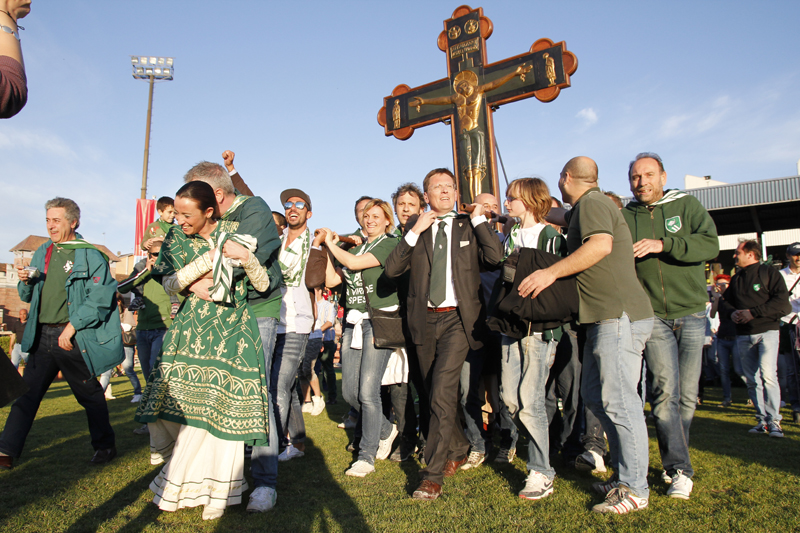
Vittoria contrada di San Domenico al Palio di Legnano 2013

Sono due le leggende che spiegano i colori della contrada. La prima racconta di un cane che rinvenne nei campi della contrada due tibie appartenute a guerrieri periti nella battaglia di Legnano. Il cane, dopo aver dato le ossa agli abitanti del rione, si diresse insieme a loro, con una torcia accesa in bocca, in un luogo dove potevano essere sepolte onorevolmente. Volendo legare i colori della contrada a questa leggenda, il verde simboleggia la tonalità dei campi, mentre il bianco le ossa dei soldati periti nella battaglia.
Un'altra leggenda racconta che un tempo, a Legnano, erano presenti due conventi. Tali monasteri, ad un certo punto, si fusero in un unico istituto religioso. I due conventi erano collegati da una galleria sotterranea segreta che era infestata da un fantasma. Questo fantasma, durante la notte, impauriva gli abitanti del quartiere con rumori infernali causati dallo strisciare delle sue catene. Il padre guardiano del monastero, fra' Bonino, decise di porre rimedio al problema attendendo il fantasma ad uno dei due ingressi del cunicolo. Ad un certo punto, durante la notte, comparve il fantasma, che spiegò al frate di essere il soldato germanico Rudolf Himmer, rimasto inseppellito dalla battaglia di Legnano. Il fantasma disse al frate che non avrebbe più disturbato il sonno degli abitanti del quartiere se il frate avesse dato degna sepoltura alle sue ossa, che erano sparse nel cunicolo. Il frate esaudì il desiderio del fantasma ma, non ricordando il nome del soldato, pose sulla sua tomba una bandiera verde e due ossa bianche. Tale composizione divenne poi l'emblema della contrada San Domenico.
Il simbolo della contrada, cioè un cane con in bocca una torcia, oltre ad essere collegato alla prima leggenda narrata, ha anche una spiegazione religiosa: deriva dall'ordine dei domenicani, che venivano chiamati i "levrieri del Signore", vale a dire i portatori della luce della fede.

## Albo d'oro delle reggenze
L'albo d'oro delle reggenze della contrada San Domenico è:
| Anno | Capitano                | Castellana             | Gran priore               | Scudiero              |
| --- | ----------------------- | ---------------------- | ------------------------- | --------------------- |
| 1935 | Cesare Crespi           | -                      | -                         | -                     |
| 1936 | Luigi Passardi          | -                      | -                         | -                     |
| 1937 | Giuseppe Biscardini     | -                      | -                         | -                     |
| 1938 | Ubaldo Ranzi            | -                      | -                         | -                     |
| 1939 | Delfino Crespi          | -                      | -                         | -                     |
| Dal 1940 al 1951 tutte le attività relative al palio di Legnano sono state sospese a causa delle vicende belliche legate alla seconda guerra mondiale |                         |                        |                           |                       |
| 1952 | Primo Rabuffetti        | Gabriella Guidi        | -                         | -                     |
| 1953 | Fiorino Bonzi           | Gabriella Guidi        | -                         | -                     |
| 1954 | Alfredo Lamperti        | Liliana Gasparri       | -                         | -                     |
| 1955 | Alfredo Lamperti        | Angela Crespi Barlocco | -                         | -                     |
| 1956 | Alfredo Lamperti        | Renata Colombo         | -                         | -                     |
| 1957 | Alfredo Lamperti        | Gabriella Pagani       | -                         | -                     |
| 1958 | Alfredo Lamperti        | Anna Maria Facconi     | -                         | -                     |
| 1959 | Alfredo Lamperti        | Anna Maria Facconi     | -                         | -                     |
| 1960 | Luigi Daverio           | Lina Monti             | -                         | -                     |
| 1961 | Luigi Daverio           | Lina Monti             | -                         | -                     |
| 1962 | Luigi Daverio           | Anna Daverio           | -                         | -                     |
| 1963 | Emilio Civilini         | Chicca Colombo Bolla   | -                         | -                     |
| 1964 | Giorgio Gandellini      | Cristiana Ranzi        | -                         | -                     |
| 1965 | Edmondo Lamperti        | Rita La Rosa           | -                         | -                     |
| 1966 | Gianni Solbiati Bellini | Giusi Proverbio        | -                         | -                     |
| 1967 | Gianni Solbiati Bellini | Giusi Proverbio        | -                         | -                     |
| 1968 | Gianni Solbiati Bellini | Daniela Clerici        | -                         | -                     |
| 1969 | Gianni Solbiati Bellini | Fabrizia Fati          | -                         | -                     |
| 1970 | Gianni Solbiati Bellini | Marilena Troncone      | -                         | -                     |
| 1971 | Gianni Solbiati Bellini | Marilena Troncone      | Alfredo Lamperti          | -                     |
| 1972 | Gianni Solbiati Bellini | Marilena Troncone      | Aldo Casaroli             | -                     |
| 1973 | Gianni Solbiati Bellini | Marilena Troncone      | Aldo Casaroli             | -                     |
| 1974 | Gianni Solbiati Bellini | Maria Teresa Pitman    | Aldo Casaroli             | -                     |
| 1975 | Gianni Solbiati Bellini | Patrizia Pedrani       | Aldo Casaroli             | -                     |
| 1976 | Gianni Solbiati Bellini | Elena Ciapparelli      | Aldo Casaroli             | -                     |
| 1977 | Gianni Solbiati Bellini | Elena Ciapparelli      | Aldo Casaroli             | -                     |
| 1978 | Gianni Solbiati Bellini | Paola Saporiti         | Aldo Casaroli             | -                     |
| 1979 | Camillo Colombo Bolla   | Paola Saporiti         | Renato Sesler             | -                     |
| 1980 | Mario Borsani           | Paola Saporiti         | Renato Sesler             | -                     |
| 1981 | Mario Borsani           | Danila Dozza           | Edmondo Lamperti          | -                     |
| 1982 | Mario Borsani           | Danila Dozza           | Lamperti e Scrugli        | -                     |
| 1983 | Mario Borsani           | Cristiana Ruella       | Camillo Colombo Bolla     | -                     |
| 1984 | Mario Borsani           | Cristiana Ruella       | Camillo Colombo Bolla     | -                     |
| 1985 | Valerio Asti            | Monica Gandolfi        | Camillo Colombo Bolla     | -                     |
| 1986 | Valerio Asti            | Cristiana Ruella       | Felice Barni              | Silvio Riccio         |
| 1987 | Valerio Asti            | Chiara Gandolfi        | Felice Barni              | Valerio Vergani       |
| 1988 | Giuseppe La Rocca       | Chiara Gandolfi        | Felice Barni              | Valerio Vergani       |
| 1989 | La Rocca Giuseppe       | Sesler Paola           | Barni Felice              | Valerio Vergani       |
| 1990 | La Rocca Giuseppe       | Sesler Paola           | Asti Valerio              | -                     |
| 1991 | Esposito Roberto        | Sesler Paola           | Asti Valerio              | -                     |
| 1992 | Esposito Roberto        | Sesler Paola           | Asti Valerio              | -                     |
| 1993 | Esposito Roberto        | Barbin Michela         | Asti Valerio              | -                     |
| 1994 | Esposito Roberto        | Barbin Michela         | Asti Valerio              | -                     |
| 1995 | Guido Barbin            | Patrizia Sartorelli    | Franco Croci Candiani     | -                     |
| 1996 | Guido Barbin            | Patrizia Sartorelli    | Franco Croci Candiani     | -                     |
| 1997 | Guido Barbin            | Chiara Gandolfi        | Giuseppe La Rocca         | -                     |
| 1998 | Guido Barbin            | Laura Lattuada         | Giuseppe La Rocca         | Stefano Benazzi       |
| 1999 | Edoardo Rolla           | Laura Lattuada         | Giuseppe La Rocca         | Stefano Benazzi       |
| 2000 | Edoardo Rolla           | Roberta Pinciroli      | Pietro Bonzi              | Alessandro Bondioli   |
| 2001 | Camillo Fossati         | Roberta Pinciroli      | Pietro Bonzi              | Alessandro Bondioli   |
| 2002 | Camillo Fossati         | Raffaella Meraviglia   | Pietro Bonzi              | Christian Cattaneo    |
| 2003 | Camillo Fossati         | Raffaella Meraviglia   | Pietro Bonzi              | Christian Cattaneo    |
| 2004 | Matteo Rolla            | Patrizia Mellini       | Renzo Brignoli            | Matteo Scrugli        |
| 2005 | Matteo Rolla            | Patrizia Mellini       | Renzo Brignoli            | Matteo Scrugli        |
| 2006 | Roberto Esposito        | Cristina Pizzoli       | Umberto Fantini           | Edoardo Conti         |
| 2007 | Roberto Esposito        | Anna Croci Candiani    | Gianni Centinaio          | Andrea Morelli        |
| 2008 | Giuseppe La Rocca       | Anna Croci Candiani    | Gianni Centinaio          | Andrea Morelli        |
| 2009 | Giuseppe La Rocca       | Cristina Pizzoli       | Carlo Barlocco            | Carlo Trapani         |
| 2010 | Alessandro Bondioli     | Cristina Pizzoli       | Carlo Barlocco            | Carlo Trapani         |
| 2011 | Alessandro Bondioli     | Valentina Banzato      | Gianfranco Zottino        | Ruggero Colombo Bolla |
| 2012 | Alessandro Bondioli     | Valentina Banzato      | Gianfranco Zottino        | Ruggero Colombo Bolla |
| 2013 | Alessandro Bondioli     | Federica Rainoldi      | Gianfranco Zottino        | Ruggero Colombo Bolla |
| 2014 | Alessandro Bondioli     | Federica Rainoldi      | Gianfranco Zottino        | Ruggero Colombo Bolla |
| 2015 | Ruggero Colombo Bolla   | Cinzia Malacrida Ulivi | Maurizio Riccio           | Edoardo Casati        |
| 2016 | Ruggero Colombo Bolla   | Cinzia Malacrida Ulivi | Maurizio Riccio           | Edoardo Casati        |
| 2017 | Davide Fuschetto        | Carolina Borsani       | Maurizio Riccio           | Luca Pagani           |
| 2018 | Davide Fuschetto        | Carolina Borsani       | Maurizio Riccio           | Luca Pagani           |
| 2019 | Alessandro Bondioli     | Eleonora Cantoni       | Vincenzo Saitta Salanitri | Luca Portaluppi       |
| 2020 | Alessandro Bondioli     | Eleonora Cantoni       | Vincenzo Saitta Salanitri | Luca Portaluppi       |
| 2021 | Moreno Giusti           | Debora Balliana        | Vincenzo Saitta Salanitri | Christian Ferrari     |
| 2022 | Moreno Giusti           | Debora Balliana        | Maurizio Riccio           | Christian Ferrari     |
| 2023 | Alessandro Furlan       | Valentina Rolla        | Andrea Morelli            | Lorenzo Manasseri     |
| 2024 | Alessandro Furlan       | Valentina Rolla        | Andrea Morelli            | Lorenzo Manasseri     |
| 2025 | Alessandro Furlan       | Stefania La Rocca      | Roberta Pinciroli         | Lorenzo Saporiti      |
| |                         |                        |                           |                       |

Nota: in grassetto le reggenze che hanno retto la contrada in occasione delle vittorie al palio.

## Contrade avversarie
- Sant'Erasmo[1].

## La contrada ed il palio
La contrada San Domenico ha conquistato 7 vittorie al palio: 1935, 1972, 1981, 1984, 1996, 2013 e 2019.
| N° vittoria | Anno | Capitano                | Fantino                            | Cavallo         |
| ----------- | ---- | ----------------------- | ---------------------------------- | --------------- |
| 1           | 1935 | Cesare Crespi           | Vittorio Ciapparelli               | Lugano          |
| 2           | 1972 | Gianni Solbiati Bellini | Rinaldo Spiga detto Spingarda      | Dominga         |
| 3           | 1981 | Mario Borsani           | Mario Cottone detto Truciolo       | Hirish Karabas  |
| 4           | 1984 | Mario Borsani           | Mario Cottone detto Truciolo       | Master Fullness |
| 5           | 1996 | Guido Barbin            | Luigi Bruschelli detto Trecciolino | Vittorio        |
| 6           | 2013 | Alessandro Bondioli     | Dino Pes detto Velluto             | Guglielmino     |
| 7           | 2019 | Alessandro Bondioli     | Antonio Siri detto Amsicora        | Odi et Amo      |

La finale del 1981 è stata corsa due volte a causa dell'arrivo in perfetta parità di San Domenico e San Bernardino (Canapino II su Valsandro), tanto che non si riuscì a stabilire il vincitore nemmeno al fotofinish. Si corse quindi un'ulteriore finale ridotta a queste sole due contrade, in cui vinse San Domenico. La contrada ha anche vinto un'edizione della provaccia (1986) senza mai riuscire a realizzare il "cappotto".
L'edizione del Palio 2006 è stata annullata a causa dell'invasione della pista da parte dei contradaioli di San Domenico. Durante la prima batteria il mossiere gestì una partenza che sollevò molte proteste anche tra il pubblico. I contradaioli di San Domenico, convinti che la partenza sarebbe dovuta essere annullata, occuparono il campo impedendo la continuazione del palio. Dopo aver consultato i capitani delle contrade, il supremo magistrato (ovvero il sindaco di Legnano) rinviò il palio a data da destinarsi. Il collegio dei magistrati del palio, oltre a non assegnare l'edizione del 2006, comminò poi alla contrada di San Domenico un'ammenda di 10.000 euro squalificandola per l'edizione successiva della corsa ippica.

### Esplicative
1. ↑  In italiano: "nel verde la speranza".
2. ↑  I "manieri" sono le sedi delle contrade di Legnano.

### Bibliografiche
1. 1 2   Il Palio di Legnano entra nel vivo: le rivalità, su ilgiorno.it. URL consultato il 13 maggio 2016.
2. ↑  D'Ilario, 2000, p. 4.
3. 1 2 3 4 5 6 7   La storia della Contrada San Domenico, su contradasandomenico.it. URL consultato il 4 aprile 2014 (archiviato dall'url originale il 2 novembre 2014).
4. 1 2 3 4   L'albo d'oro del Palio di Legnano, su contradalegnarello.it. URL consultato il 4 aprile 2014.
5. ↑  D'Ilario, 2000, p. 8.
6. ↑  D'Ilario, 1984, p. 228.
7. 1 2   Legnano sul Portale dell'Altomilanese della Provincia di Milano, su provincia.milano.it. URL consultato il 26 giugno 2021 (archiviato dall'url originale l'8 settembre 2013).
8. ↑   Museo Civico Sutermeister, su Milano OnLine, 21 giugno 2013. URL consultato il 26 giugno 2021 (archiviato dall'url originale l'8 settembre 2013).
9. ↑  PLIS Parco dei Mulini, indagine conoscitiva finalizzata alla redazione del piano del parco, 2012
10. ↑  Macchione, p. 324.
11. ↑  D'Ilario, 1984, p. 213.
12. ↑  Ferrarini, p. 101.
13. ↑  Agnoletto, pp. 32-33.
14. ↑  D'Ilario, 1984, p. 98.
15. ↑  Ferrarini, p. 178.
16. ↑   Dove sorgeva l'antico convento Sant'Angelo fu costruita la scuola elementare Mazzini, su legnano.org. URL consultato il 17 marzo 2017 (archiviato dall'url originale il 22 giugno 2007).
17. ↑  Volonté, p. 6.
18. 1 2 3 4   Al posto della cappella di S. Domenico volevano costruire una conceria, su legnano.org. URL consultato il 4 aprile 2014 (archiviato dall'url originale il 22 maggio 2007).
19. 1 2 3 4 5  Autori vari, p. 199.
20. ↑  Autori vari, pp. 199-200.
21. 1 2 3 4  Autori vari, p. 200.
22. 1 2   Contrada San Domenico, su collegiodeicapitani.it. URL consultato il 4 aprile 2014.
23. ↑   Albo delle reggenze della contrada San Domenico (PDF), su paliodilegnano.it. URL consultato il 6 agosto 2017.
24. ↑   L'albo d'oro del Palio di Legnano, su contradalegnarello.it. URL consultato il 4 aprile 2014.
25. ↑   La Provaccia, su contradalegnarello.it. URL consultato il 29 maggio 2017.
26. ↑   Palio di Legnano 2006: finisce qui, su altomilaneseinrete.it. URL consultato il 4 aprile 2014 (archiviato dall'url originale il 7 aprile 2014).